# Route du Patois
La Route du Patois est une route touristique reliant Houdain à Maisnil-lès-Ruitz sur une longueur de 33 km.

## Historique
Créée en 1965 par le Syndicat d’Initiative et l’union commerciale d’Houdain, rénovée en 1994, puis restaurée par l’office de tourisme de Béthune-Bruay.

## Géographie
La route touristique comporte huit étapes d'une longueur de 33 km. Elle traverse les communes de Houdain, Hermin, Caucourt, Gauchin-Légal, Estrée-Cauchy, Fresnicourt-le-Dolmen, Rebreuve-Ranchicourt et se termine au parc départemental de nature et de loisirs d’Olhain (Fresnicourt-le-Dolmen, Maisnil-les-Ruitz et Rebreuve-Ranchicourt).
Le parcours permet de découvrir des sites patrimoniaux, la nature régionale ou des curiosités locales.

## Signalétique
La route touristique est jalonnée de 27 panneaux, accrochés aux murs des fermes ou des maisons, rappelant un dicton en patois artésien accompagné d'un dessin humoristique.

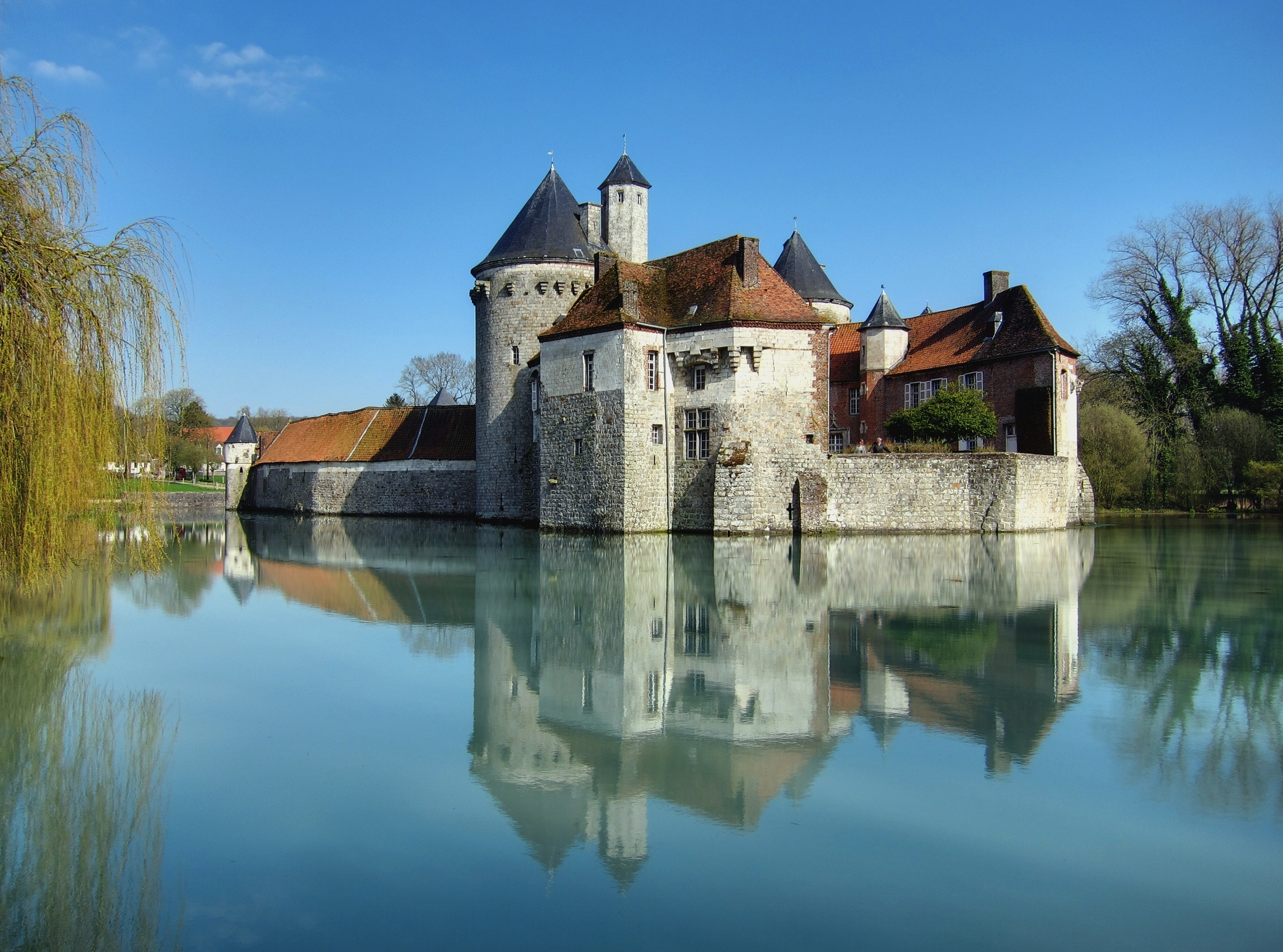
Le château d'Olhain.
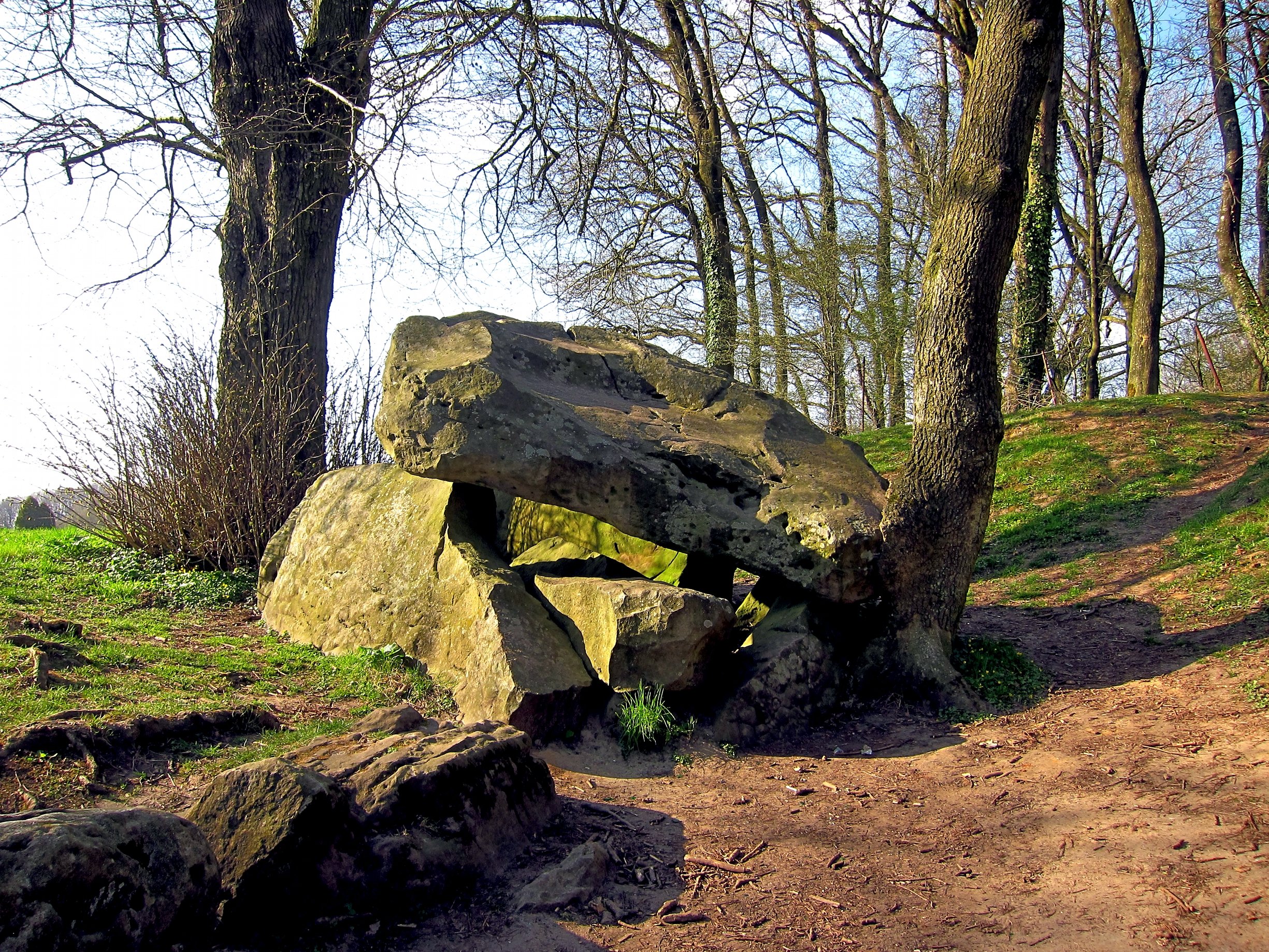
Le Le dolmen de Fresnicourt.
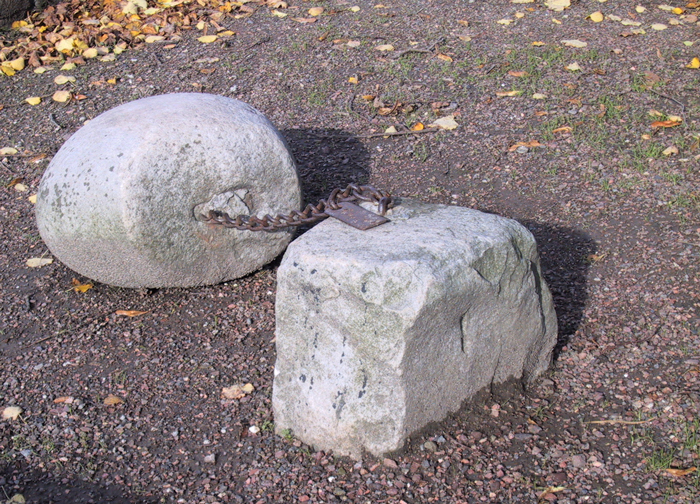
Le Gal de Gauchin.